# Tanaka Yoshikazu
Tanaka Yoshikazu (田中 良和 Điền Trung Lương Hoà), sinh ngày 18 tháng 2 năm 1977, là một nhà khởi nghiệp người Nhật và nhà sáng lập mạng xã hội phổ biến thứ nhì ở Nhật Bản. Năm 2010, ở tuổi 32, Tanaka trở thành tỉ phú tự thân trẻ nhất châu Á và trẻ thứ nhì trên thế giới sau nhà sáng lập Facebook 26 tuổi Mark Zuckerberg. Tanaka đã có thể tách mạng xã hội của anh ra khỏi những thương hiệu mạnh của Nhật như Mixi và DeNA bằng cách tập trung vào trò chơi trên di động và hợp tác với những nhà cung cấp dịch vụ Interent lớn. Khi Gree.jp bám sát Mixi theo số lượng người dùng, nó đứng đầu tất cả các mạng xã hội của Nhật theo doanh thu và lợi nhuận vì kinh doanh những món hàng ảo như quần áo dùng cho hình đại diện (avatar) trong trò chơi.